# Spiaggia di Itapua
La spiaggia di Itapuã (in portoghese Praia de Itapuã) è una spiaggia di Salvador, la capitale dello stato brasiliano di Bahia. Coperta di alberi di cocco, è stata cantata da Vinicius de Moraes sulla base dei versi di Dorival Caymmi col brano Tarde em Itapoã. La spiaggia fa parte della costa atlantica, nella parte settentrionale della città, quindi è bagnata direttamente dall'Oceano Atlantico, consentendo, in alcuni punti, la pratica del surf e del windsurf.

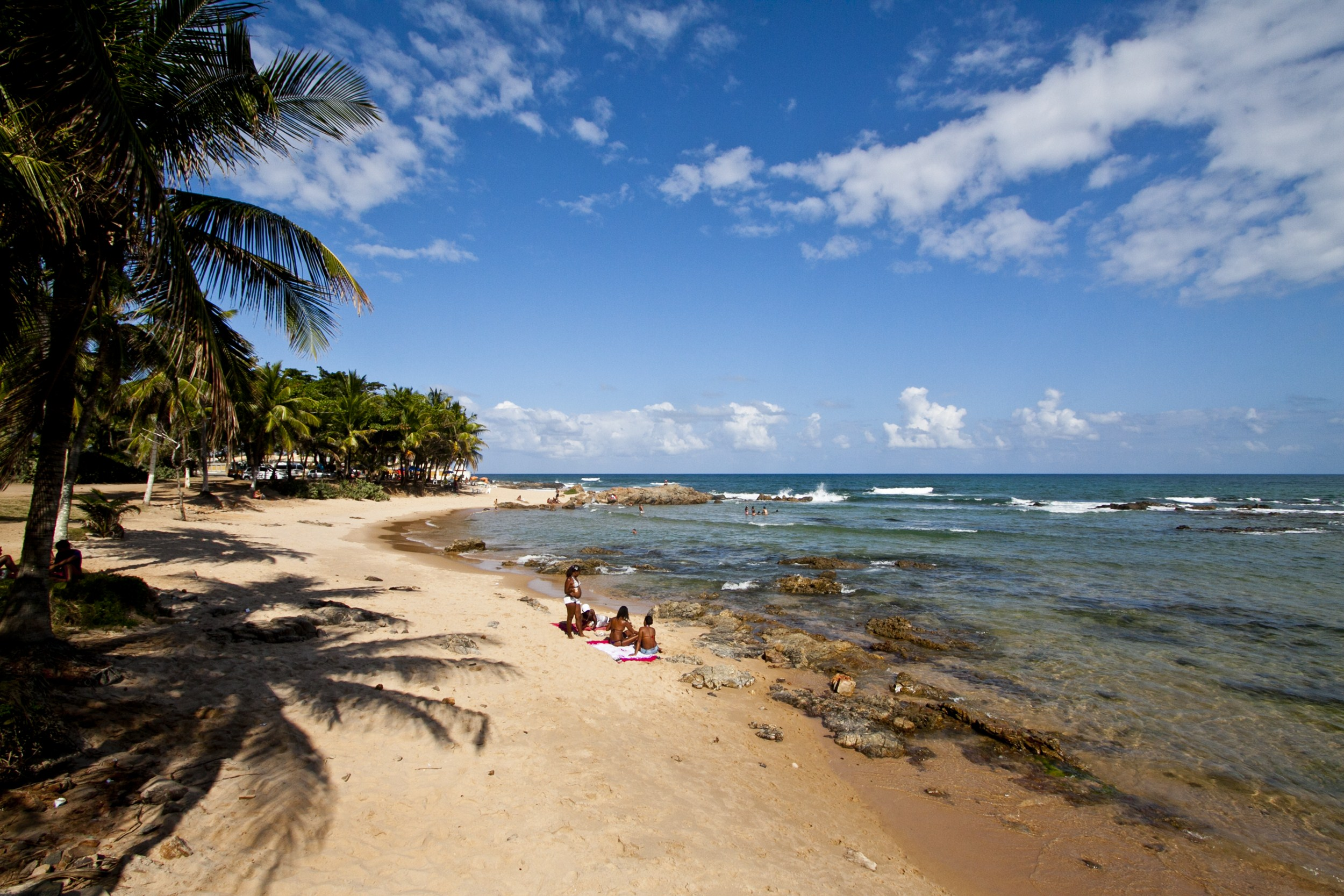
Spiaggia di Itapua

Itapuã è un nome Tupi che significa "pietra rotonda", "punta di pietra". La spiaggia precedentemente era occupato da pescatori, che cacciavano le balene per utilizzare l'olio animale per l'illuminazione pubblica. 
Nel 2024, il Centro Internacional de Formación en Gestión y Certificación de Playas l'ha classificata come la 36a migliore spiaggia del mondo sulla base della valutazione di 126 località sulle coste di Argentina, Brasile, Canada, Colombia, Cuba, Ecuador, Spagna, Guatemala , Messico, Nuova Zelanda, Perù, Porto Rico e Venezuela.